# Horst Caspar
Pour les articles homonymes, voir Caspar.

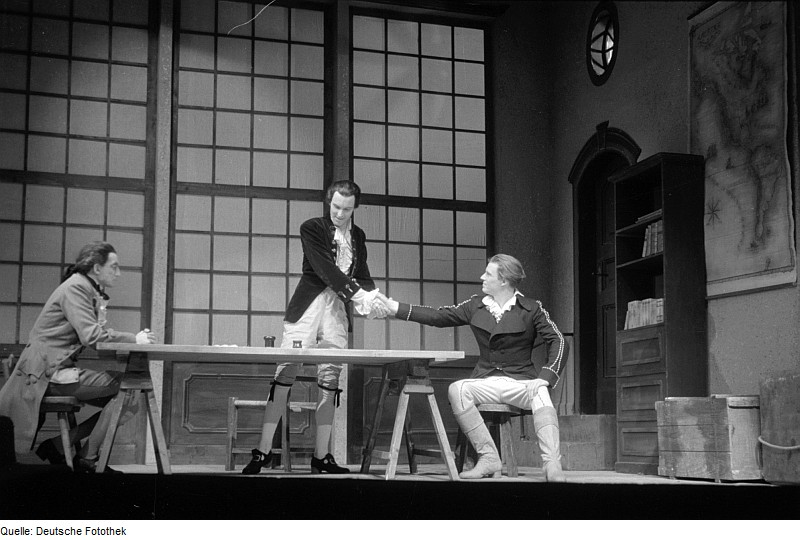
Horst Caspar, au milieu, jouant Beaumarchais au Deutsches Theater de Berlin en 1946

Horst Joachim Arthur Caspar, né le 20 janvier 1913 à Radegast (Anhalt) et mort le 27 décembre 1952 à Berlin est un acteur de théâtre et de cinéma allemand.

## Biographie
Fils d'un officier, Horst Caspar, étudie le théâtre à Berlin avec Lucie Höflich et Ilka Grüning. Il est engagé par le Stadttheater de Bochum en 1933, puis au théâtre Kammerspiele de Munich en 1938. Il est à Berlin à partir de 1940 au théâtre Schiller, où il demeure sur scène jusqu'à la fin de 1944. Il jouait des rôles de jeunes premiers romantiques ou classiques. Étant un quart juif (Mischling zweites Grades), il dut obtenir une permission pour jouer.
Il interprète quelques rôles à l'écran, dont en 1945, celui du commandant von Gneisenau, dans Kolberg, où il joue avec brio ce jeune comte prussien, galvanisant la ville contre les troupes napoléoniennes. Il se marie en 1944 avec l'actrice Antje Weisgerber.
Il est engagé, après la guerre au Schauspielhaus de Düsseldorf et se fait connaître du grand public lors de légendaires pièces radiophoniques de la WDR entre 1949 et 1952. Son rôle-titre de Faust, dans une adaptation de Wilhelm Semmelroth, est resté inoubliable pour les Allemands de l'époque.
Il meurt d'hémoptysie à Berlin-Dahlem et est enterré au cimetière évangélique de Dahlem, où reposent aussi son fils Frank (1944-1953) et son épouse (1922-2004).

## Filmographie
- 1940 : Les Brigands (Die Räuber) de Herbert Maisch, avec Lil Dagover et Heinrich George d'après Friedrich von Schiller
- 1940 : Friedrich Schiller - Le triomphe d'un génie (Friedrich Schiller - Triumph eines Genies) de Herbert Maisch : Schiller
- 1943/45 : Kolberg de Veit Harlan : comte von Gneisenau
- 1949 : Begegnung mit Werther de Karlheinz Stroux : Werther
- 1950 : Epilog : das Geheimnis der Orplid de Helmut Käutner : le journaliste Peter Zabel